# Manuel Guitián
Manuel Guitián Salgado (Madrid, 25 marzo 1900 – Madrid, 24 gennaio 1992) è stato un attore spagnolo.

## Filmografia parziale
- Gli amanti del deserto, regia di Gianni Vernuccio, Fernando Cerchio e León Klimovsky (1957)
- Il ponte dei sospiri, regia di Carlo Campogalliani e Piero Pierotti (1964)
- Gringo, getta il fucile! (El aventurero de Guaynas) regia di Joaquín Luis Romero Marchent (1966)
- L'inafferrabile invincibile Mr. Invisibile, regia di Antonio Margheriti (1970)
- Si può fare... amigo, regia di Maurizio Lucidi (1972)
- Lo credevano uno stinco di santo, regia di Juan Bosch (1972)
- Tequila! (Uno, dos, tres... dispara otra vez), regia di Tulio Demicheli (1973)